# Instituto Memória Musical Brasileira
El Instituto Brasileño de Memoria Musical (Instituto Memória Musical Brasileira, IMMuB ) es una organización no gubernamental, con sede en Niterói, Río de Janeiro, que se dedica a la investigación, preservación y promoción de la Música Popular Brasileña. Su misión es documentar, catalogar y difundir la colección musical brasileña, pasada y presente, mediante el mantenimiento y actualización de una base de datos virtual. El resultado es uno de los archivos en línea más grandes de información, sonidos e imágenes de la discografía brasileña, disponible en Internet para consultas gratuitas.
Fundada en 2006, IMMuB pudo mapear y catalogar casi 83 mil registros producidos en el país. Esto equivale a aproximadamente 580 mil fonogramas, que reúnen a más de 92 mil compositores e intérpretes. Fruto de 25 años de investigación, la catalogación abarca toda la historia de la música brasileña, desde la primera grabación en 1902 hasta los lanzamientos más recientes. La colección continúa expandiéndose, recibiendo mensualmente cientos de discos, versiones y canciones. 
Hasta 2017, IMMuB tenía alrededor de 30 mil LP, 32 mil discos de 78 rpm, 12 mil CD, 7 mil discos compactos, más de 110 mil canciones para escuchar (no se pueden descargar) y más de 25 mil carátulas, contraportadas y folletos disponibles para la consulta. Los audios están disponibles en baja calidad, solo como referencia para que las y los investigadores identifiquen la canción deseada. Aun así, IMMuB contribuye mensualmente a Oficina Central de Recolección y Distribución (ECAD por sus siglas en portugués). 
Además de la investigación de registros, el Instituto cuenta con otra base de datos con 25.000 partituras de la Banda del Cuerpo de Bomberos del Estado de Río de Janeiro. Gracias a esta recolección es posible imprimir miles de arreglos completos de forma gratuita, con notación musical original, fomentando el estudio musical, la perpetuación de estas partituras, la formación y el fomento de bandas musicales en el país. 
Todo este material se puede buscar de forma gratuita en el sitio web de la institución. 
IMMuB también actúa como productor cultural. Su plan de estudios incluye la realización de varios proyectos como conciertos, libros, la grabación de material audiovisual, además de eventos como el Salão de Leitura de Niterói (2012), el cual reunió cerca de 100 actividades como lanzamientos, conferencias, recitales, espectáculos y debates con el objetivo de promover la lectura en su sentido más amplio, y Niterói - Encuentro con América del Sur (2011), un proyecto que trajo una programación cultural con cientos de actividades, entre espectáculos, artes escénicas, audiovisuales, talleres y debates, con representantes de prácticamente todos los países de América del Sur. 
IMMUB trabaja en alianza con varias organizaciones como la Prensa Oficial del Estado de Río de Janeiro, la PUC de Río de Janeiro, la Fundación Niterói Arts, el Instituto Moreira Salles (IMS), el Museo de Imagen y Sonido (MIS) - RJ), Funarte, Oi Futuro, Circo Voador y varias discográficas como Biscoito Fino, Warner y el sello Porangareté. 

## Portal de noticias
Desde el lanzamiento de la nueva plataforma en junio de 2017, el sitio se ha convertido en un portal de noticias para la música brasileña. Contiene artículos exclusivos publicados por periodistas, músicos e investigadores de la música brasileña, así como noticias sobre eventos, lanzamientos y artistas de la música nacional. El equipo de IMMuB acepta sugerencias de agenda y los interesados pueden enviar el material a un correo expuesto en el portal con el contenido y las imágenes. Este espacio, según la página oficial, tiene como objetivo democratizar la difusión de artistas y eventos en el universo musical brasileño. 